# متیلن سبز
متیلن سبز (به انگلیسی: Methylene green) با فرمول شیمیایی C۱۶H۱۷ClN۴O۲S یک ترکیب شیمیایی با شناسه پاب‌کم ۷۵۸۸۹ است. که جرم مولی آن ۳۶۴٫۸۵ g/mol می‌باشد.